# Gymnasium Hohenlimburg
Das Gymnasium Hohenlimburg ist ein Gymnasium der Stadt Hagen (Einrichtungsträger) für Jungen und Mädchen, Sekundarstufen I und II im Stadtteil Hohenlimburg. Rund 700 Schüler werden derzeit von etwa 66 Lehrern in 3 Zügen in einem funktionalen Schulgebäude unterrichtet. Es blickt auf über 150 Jahre Schulgeschichte zurück.

## Geschichte
Als Gründungsdaten der Rektoratsschule Limburg und damit der Schule gelten der 17. Juni 1852 (Anerkennung der Schule durch die königliche Regierung in Arnsberg) und der 12. August 1852 (Eröffnung der Schule und Amtseinführung von Peter Habbecke als Rektor).

### Rektoratsschule (1852–1880)
Bei wechselnder Schülerschaft (zwischen 20 und 40, meist um 25) musste sich die Schule mit zwei angemieteten Räumen in der evangelischen Elementarschule (heute: alte Berufsschule an der Oberen Isenbergstraße) begnügen. Die Finanzierung erfolgte weitgehend aus den Erträgen einer Stiftung und durch das Schulgeld; die beiden Gemeinden Elsey und Limburg an der Lenne zahlten nur einen Zuschuss zum Lehrergehalt. Schulleiter war in der gesamten Zeit Peter Habbecke. Erst 1864 wurde eine zweite Lehrerstelle geschaffen.
1874 erließ das Kuratorium striktere Bestimmungen zum Eintrittsalter (10 Jahre) und zur Dauer des Schulbesuchs (4 Jahre); die 1879 erlassene Schulgeldordnung wurde erst 1908 modifiziert.
Von 1852 bis Ostern 1880 besuchten insgesamt ca. 400 Schüler diese Schule.

### Höhere Stadtschule (1880–1922)
Die Stadt wurde 1880 Schulträger und errichtete 1882/83 das Schulgebäude an der Moltkestraße (heutige Gumprechtstraße). Die Schule umfasste fünf Klassenstufen von Sexta bis Obertertia; nur nach einer Abschlussprüfung konnten dann Schüler in eine Untersekunda einer weiterführenden Schule in Iserlohn oder Hagen wechseln. Seit 1904 wurden an der Stadtschule zwei Schultypen geführt, der Realschulzweig und das Realgymnasium.
Die Schülerzahl sank nach der Ausgliederung der Mädchenklassen 1887 zeitweise auf unter 90 und stieg erst in der Kriegszeit auf rund 150. Die Schule verfügte seit 1904 über 6 Lehrerstellen. Schulleiter waren Karl Grosse (1880–1898) und Oskar Joecke (1899–1921).

### Städtische Realschule (1922–1938)
1920 beschloss die Stadtverordnetenversammlung den Ausbau der Schule zu einer Realschule, doch zogen sich die Verhandlungen und Genehmigungsverfahren bis 1922 hin. Ostern 1922 erfolgte die Umstellung des Lehrplans, Ostern 1923 die Aufstockung mit einer Untersekunda. Die Schülerzahlen sanken Ende der 20er Jahre auf etwa 140, stiegen aber nach der Auflösung der Mädchenschule 1931 (und der Einführung der Koedukation an der Realschule) wieder auf rund 180. Schulleiter war von 1922 bis 1938 Karl Büchsenschütz; Büchsenschütz war auch treibende Kraft bei der Umwandlung der Realschule in eine Oberschule, die die Stadtverordnetenversammlung 1937 beim Oberpräsidenten in Münster beantragte.
In den Jahren 1924 bis 1938 erhielten insgesamt 398 Schüler (davon 93 Mädchen) das Zeugnis der Mittleren Reife.

### Gymnasium

#### 1938
Im Rahmen der NS-Schulreform wurde die Schule zu einer Deutschen Oberschule für Jungen, die mit Sondergenehmigung in Kleinstädten auch Mädchen besuchen durften. Der erste Abiturjahrgang in Hohenlimburg legte im März 1941 die Reifeprüfung ab. 1939/40 wurde der große Anbau an der Kaiserstraße errichtet. Der neue Schulleiter, Erich Schwender, unterwarf die Schule ab 1939 einer noch intensiveren Ausrichtung auf die NS-Ideologie. Die Schülerzahl stieg bis Winter 1945 durch Zustrom aus Hagen auf fast 400 (davon 150 Mädchen). Die Hohenlimburger Realschüler besuchten seit 1938 die Realschule in Letmathe, während das Gymnasium Hohenlimburg nun Angebotsschule für Letmather Gymnasiasten wurde, die bis 1966 circa ¼ der Schülerschaft stellten. Nach einjähriger Unterbrechung wurde die Schule am 1. März 1946 wiedereröffnet. Neuer Schulleiter wurde nach der Entlassung von Schwender Hugo Vieler. Mit 350 Schülern begann die Schule einzügig, doch musste bei dem Anstieg der Schülerzahl stufenweise ein zweizügiges System aufgebaut werden (1955: 560 Schüler).

#### 1950
Die vom Kultusministerium betriebene Typisierung der Gymnasien führte zur Entscheidung, das Hohenlimburger Gymnasium als mathematisch-naturwissenschaftliches Gymnasium mit neusprachlichem Zweig zu führen. Neuer Schulleiter wurde 1957 Helmut Titgemeyer, 1969 Helmut Lingen. Wegen der stark steigenden Schülerzahl wurde 1961–63 auf der Westseite des Schulgeländes ein großer Anbau errichtet, so dass das Gymnasium nun jeweils drei Klassen pro Jahrgangsstufe einrichten konnte. Wenige Jahre später erfolgte der Übergang zur Vierzügigkeit.

#### Seit 1975
Umbenennung in Gymnasium Hohenlimburg, Gymnasium der Stadt Hagen für Jungen und Mädchen (Hintergrund: Kommunalreform 1975 und Oberstufenreform 1972).
Die in den 60er Jahren eingeleiteten Bildungsreformen in Westdeutschland ließen am Gymnasium Hohenlimburg die Schülerzahlen von 640 (1969) auf 1067 (1981) steigen. Am alten Standort war ein Ausbau der Schule aber nicht mehr genehmigungsfähig, da selbst bei Ankauf benachbarter Grundstücke keine hinreichende Erweiterung möglich gewesen wäre (u. a. Turnhalle, Pausenhof).
Die deshalb 1971 beschlossene Verlagerung der Schule nach Elsey verzögerte sich u. a. durch die Kommunalreform. Erst 1981–1983 wurde das heutige Hauptgebäude errichtet, konzipiert für maximal 600 Schüler, so dass die unteren Jahrgänge (Stufen 5–8) bis 1998 am alten Standort verblieben. Erst die 1994/95 errichteten Nebengebäude (im Rahmen der Sanierung der Grundschule Im Kley) ermöglichten dann 1998 die endgültige Zusammenlegung der Schule am neuen Standort in Elsey.
Bis 1975 hatten insgesamt 795 Schüler die Abiturprüfung bestanden; bis 2001 ist die Zahl der Abiturienten auf fast 3000 gestiegen.
Nach der Pensionierung von H. Lingen war Arnold a Campo von 1990 bis 2007 Schulleiter. Daraufhin wurde Horst Witthüser Schulleiter, gefolgt von Britta Auerbach, die Stellvertreterin war bis zum Schuljahr 2016/17 Gabriele Klubmann. Als ihr Nachfolger dient Matthias Dickel. Gegenwärtig (Stand September 2023) sind 67 Lehrer und vier Referendare an der Schule tätig.
Seit November 2017 gibt es die Schülerzeitung Greenlionz.

## Heute
Nach der Corona-Pandemie eröffnete die Cafeteria wieder, während der Pandemie konnte nur ein Wagen mit den Leckereien in den Pausen auf dem Schulhof verkaufen. Außerdem wurde der blaue Schriftzug „Gymnasium Hohenlimburg“ mit Graffiti angesprüht und anstatt a,b und C gibt es nun a,b,c und d bei den neuen Fünftklässlern als Klassen. Im Moment nimmt die Schule an sehr vielen Wettbewerben teil. (Stand: März 2025)

## Ehemalige Schüler und Lehrer
- Edmund Arens  (Abitur 1972), Theologe
- Birgit Borris (Abitur 1986), Richterin am Bundesgerichtshof
- Dagmar Freitag (Abitur 1972), Politikerin (SPD)
- Volker Gerhardt (Abitur 1965), Theologe
- Frank Heine (Abitur 1983), Graphiker
- Jürgen Herget (Abitur 1985), Geograph
- René Röspel (Abitur 1983), Politiker (SPD)
- Henning Schulte-Noelle (* 1942), Manager
- Peter Krüsmann (Lehrer bis 2009), Basketballspieler und -trainer[4]